# Dacnomania
Per dacnomania in campo medico si intende la tendenza a mordere persone e oggetti. Si tratta di un sintomo che evidenzia una patologia sottostante.

## Patologie correlate
Tale impulso lo si ritrova in varie forme di schizofrenia.

## Etimologia
La parola deriva dal greco (da daknein ovvero mordere)